# Lalita Ahmed
Lalita Ahmed, pseudonimo di Lalita Chatterjee (Lucknow, 25 novembre 1939), è un'attrice indiana.

## Biografia
Ha lavorato per All India Radio prima di trasferirsi a Londra negli anni cinquanta, dove è entrata nel dipartimento di lingua hindi della BBC World Service Radio. Ha lavorato come conduttrice di programmi asiatici per la BBC e ha presentato la cucina indiana alla BBC Pebble Mill. Ha anche scritto numerosi libri di cucina.
Come attrice ha preso parte a diversi film, tra cui La promessa dell'assassino.

## Filmografia parziale

### Cinema
- Wild West, regia di David Attwood (1992)
- La promessa dell'assassino (Eastern Promises), regia di David Cronenberg (2007)